# Soggetto cavato
Il soggetto cavato è una innovativa tecnica adottata dal compositore rinascimentale Josquin des Prez che in seguito venne denominata, dal compositore e teorico musicale Gioseffo Zarlino nel 1558 nel suo Le institutioni harmoniche, come soggetto cavato dalle vocali di queste parole. Costituisce un primo esempio di crittogramma musicale.
Questa tecnica si basa sull'uso di una sillaba da solmisazione. Guido d'Arezzo, un monaco dell'XI secolo, propose un insieme di sillabe per insegnare ai cantanti come cantare a vista. Le sillabe, ut, re, mi, fa, sol, la, sono state utilizzate per aiutare i cantanti a ricordare l'insieme di toni e semitoni. Questa tecnica, chiamata solmisazione, è ancora oggi utilizzata, con alcune modifiche minori, vale a dire do viene utilizzato al posto di ut e ti è utilizzato sopra la.
Per l'attuazione, Josquin usò questa solmisazione delle vocali per scrivere i suoi appunti musicali. Utilizzando la vocale di ogni sillaba, Josquin accoppiò l'altezza della nota alla vocale della sillaba del testo che voleva rappresentare. Nel caso della Missa Hercules dux Ferrariae, il testo che Josquin stava cercando di rappresentare era Hercules Dux Ferrariae. Pertanto, ogni vocale di queste tre parole è accoppiata con la sillaba di solmisazione appropriata. La solmisazione delle sillabe determina quindi l'altezza da utilizzare. Così il soggetto è tratto delle vocali.
Hercules Dux Ferrariae
Her - re
cu - ut
les - re
Dux - ut
Fer - re
ra - fa
ri - mi
ae - re
re     ut  re     ut   re    fa   mi   re
Una volta che il soggetto cavato era stato estratto dal testo, il compositore quindi utilizzava i toni come cantus firmus per la composizione. La Missa Hercules dux Ferrariae è significativa in quanto non è solo l'esempio più famoso di un soggetto cavato, ma anche il primo. Tuttavia, non è l'unica volta che Josquin impiegò questa tecnica. Josquin scrisse altre composizioni utilizzando questa tecnica. Ha composto un brano profano usando la frase Vive le roi (UT, mi, ut, re, re, sol, MI  (UT sillaba usata per la lettera v). La sua Missa La sol fa re mi è un soggetto cavato con una storia associata.
Sembra che il protettore di Josquin, il cardinale Ascanio Sforza, temporaneamente finanziariamente in difficoltà, rimandasse le richieste del compositore per il pagamento con un rassicurante "Lascia fare a me". Allora un amico di Josquin, il poeta rinascimentale Serafino d'Aquila, tradusse l'osservazione nel suo equivalente musicale e l'inserì in un sonetto indirizzato al compositore.
Una delle chanson composte da Josquin, "Mi Lares vous" ha le prime tre sillabe mi, la, re in quattro delle cinque voci. E, infine, il suo mottetto Illibata Dei virgo utilizza lo stesso nome di Josquin come un acrostico in un poema riguardante la Vergine Maria. Il soggetto la mi la è derivato dal nome di Maria.
La tecnica del soggetto cavato è stata utilizzata da altri compositori per ragioni analoghe. In realtà, il duca Ercole II di Ferrara aveva cinque di tali messe a lui dedicate: due di Cipriano de Rore, una di  Lupus, una di Maitre Jan e una di Jacquet da Mantova. Tutti e cinque i pezzi, senza eccezioni, presero ispirazione dalla messa di Josquin. L'ultimo citato da Jacquet si spinge persino a citare anche parecchie volte Josquin e ad utilizzare la stessa struttura compositiva utilizzata da Josquin. Tuttavia, anche se Jacquet prese pesantemente in prestito da Josquin per la sua versione della Messa Ercole, lo stesso Jacquet compose un'altra messa basata su un soggetto cavato, Missa Ferdinandus dux Calabriae. Ma sembra che l'influenza di Josquin su Jacquet sia stata molto forte, anche per questa messa, che mostra molte analogie con la musica di Josquin.
Lupus sembra sia stato anch'esso influenzato da un soggetto cavato di Josquin. Oltre alla sua Messa Ercole, compose un altro soggetto cavato, dedicato all'imperatore Carlo V, intitolato Missa Carolus Imperator Romanorum Quintus.
Diversi compositori hanno usato la tecnica senza usare il cantus firmus Hercules Dux. Il compositore Jacobus Vaet ha scritto un'opera dedicata all'imperatore Ferdinando d'Austria basandosi sul soggetto Stat felix domus Austriae. Adrian Willaert usò anch'egli un soggetto cavato in due mottetti per il duca Francesco II Sforza di Milano. Una delle messe senza titolo di Willaert potrebbe anche essere basata su un soggetto cavato. Le variazioni su La Spagna, di Costanzo Festa, includono un movimento che incorpora i nomi "Ferdinando" e "Isabella".
Sebbene la tecnica del soggetto cavato sia interessante, venne usata in modo limitato dai compositori. Uno dei suoi limiti è la scelta dell'altezza per ogni vocale. Ogni vocale ha una sola scelta possibile con l'eccezione della vocale a  che potrebbe essere la o fa. Come accennato in precedenza la scelta di Josquin è solidamente indirizzata verso il cantus firmus. I compositori successivi incontrarono notevoli difficoltà a fare alcuni dei loro soggetti cavati. In cima a questa difficoltà vi fu il cambiamento dei gusti musicali. I compositori utilizzanti la tecnica del soggetto cavato vivevano in un'epoca in cui la musica andava sempre più liberandosi dal canto e dal cantus firmus. Poiché il soggetto cavato è sempre stato usato come cantus firmus, non è sorprendente che il trattamento rigoroso del cantus firmus cadde in disuso, così come era successo con quella del soggetto cavato.